# Gossamer Folds
Pour plus de détails, voir Fiche technique et Distribution.
Gossamer Folds est un film américain réalisé par Lisa Donato et sorti en 2020.

## Fiche technique
- Titre : Gossamer Folds
- Réalisation : Lisa Donato
- Scénario : Bridget Flanery
- Musique : Aaron Zigman
- Photographie : Ava Benjamin Shorr
- Montage : Alex Blatt
- Décors : Sam Bass
- Costumes : Shauna Leone
- Producteur : Adam Carl, Ben Cornwell, Jordan Foley, Jonathan Rosenthal, Yeardley Smith et Nick Smith
  - Producteur délégué : Nick Adams, Russell Boast, Fred Chandler et Jason Hewitt
  - Producteur associé : Tyrus Bazell et Winnie Wong
  - Coproducteur : Victoria Hadeler
- Société de production : Paperclip Limited et Mill House Motion Pictures
- Société de distribution : Indican Pictures
- Pays de production :  États-Unis
- Langue originale : anglais
- Format : couleur — 2,35:1
- Genre : Drame
- Durée : 96 minutes
- Dates de sortie :
  - États-Unis :
    - 15 août 2020 (Bentonville)
    - 5 novembre 2021 (en salles)

## Distribution
- Jackson Robert Scott : Tate
- Alexandra Grey : Gossamer
- Sprague Grayden : Frannie
- Shane West : Billy
- Ethan Suplee : Jimbo
- Franklin Ojeda Smith : Edward
- Yeardley Smith : Phyllis
- Jen Richards : Diana
- Brenda Currin : Maybelle
- Laurie Foxx : Karen